# Tangara gyrola
Tangara gyrola là một loài chim trong họ Thraupidae.